# Сомешвара Чаухан
Сомешвара (гінді सोमेश्वर; д/н — 1178) — 17-й магараджахіраджа Сакамбхарі у 1169—1178 роках. Виявлено п'ять написів часів правління з Амальді, Біджолії, Дгод і Реваса, які датовано 1169—1177 роками.

## Життєпис

### Молоді роки
Походив з династії Чаухан. Син Арнораджи, магараджахіраджи Сакамбхарі, та Канчани (доньки Джаясімхи Соланка, магараджахіраджи Гуджари). Народився десь наприкінці 1130-х або на початку 1140-х років. був відвезений до свого діда Джаясімхи, де там виховувався. Напевне Арнораджа розразовував, що після смерті Джаясімхи, в якого н ебуло синів, Сомешвара займе трон. 1143 року, коли правитель Гуджари, дійсно пмоер, Арнораджа за підтримки частини знаті та військовиків спробував поставити Сомешвару на трон Гуджари. Про нього виступив Кумарапала, внучатий небіж померлого. Проте батько Сомешвари з союзниками зазнав поразки.
З набуттям повноліття оженився на Карпурадеві, доньці Нарасімхадеві Калачура, магараджахіраджи Чеді. 1150 року втік до держави Гуджара після захоплення владу в Сакамбхарі зведеним братом Джаґаддевою. Брав участь у поході війська Кумарапали близько 1162 року проти Маллікарджуни Шалигара, магараджи держави Конкана (на узбережжі Аравійського моря), якого було переможено.
Лише 1169 року після раптової смерті небожа — магараджахіраджи Прітхвіраджи II повернувся на батьківщину, де за підтримки аматів (міністрів) зайняв трон.

### Володарювання
Його відносини з Аджаяпалою Соланка, магараджахіраджею Гуджари, є предметом дискусії. За раджпутанською версією останній лише надіслав Аджаянапалі подарунки на честь сходження того на трон. За гуджаратською версією Аджаяпала переміг Сомешвару, внаслідок чого тот вимушен був надати данину. Проте можливо, що правитель Сакамбхарі підтвердив певну залежність своєї держави від Соланка, що склалася за часів Кумарапали.
Згідно хроніки «Прітхвіраджа Віджаї» заснував місто Арнопур на місці, де знаходилися палаци його брата Віґрахараджи IV. Продовжив карбування срібних та мідних монет у стилі Томар, які в свою чергу базувалися на монетах Калачура.
Ймовірно 1175 року підтримав повстання Віндхіявармана Парамара проти Мулараджи II Соланка, наслідком стала звільнення від залежності Чаухан і Пармара. Помер близько 1177 року. Йому спадкував старший син Прітхвіраджа III.

## Будівництво
Поруч із храмами, побудованими Віґрахараджею IV, він фундував більш високий храм, присвячений Вайдянатхі (аватару Шиви). У храмі також були зображення Брахми і Вішну. Тут зберігалося рештки Сомешвари та його батька. Він також наказав звести Аджаямеру 4 храми, один з яких був присвячений Тріпуруші (божество, що було поєднання Брагми. Вішну і Шиви). Незважаючи на те, що він був шиваїтом, він був терпимим до джайнів, про що свідчить надання ним села Ревна для утримання храму Паршванатха.